# Щепинов, Максим Александрович
Максим Александрович Щепинов (род. 11 сентября 1974, Оренбург) — российский государственный и политический деятель. Депутат Государственной думы Российской Федерации VI созыва.

## Биография
Родился в Оренбурге в семье служащих, русский.
В 1996 году закончил Оренбургский государственный университет, экономический факультет по специальности «Экономика и управление в машиностроении».
С 1995 года занимается предпринимательством, директор ООО «Оптиком», которое занимается производством, продажей, автоматизацией торгового, холодильного, технологического оборудования, а также оборудования для столовых, баров, кафе, ресторанов. Также директор ООО «Индустрия торговли».

### Участие в выборах
- 2010 — Выборы Депутатов Оренбургского горсовета. Избран по единому избирательному округу от избирательного объединения политическая партия «ЛДПР».

- 2011 — Выборы Депутатов Государственной Думы шестого созыва. Избран в составе федерального списка кандидатов, выдвинутого ЛДПР. Дата начала полномочий: 15 октября 2014 года[1] (мандат перешел от Елены Афанасьевой, ставшей сенатором). Заместитель председателя комитета ГД по труду, социальной политике и делам ветеранов.

- 2016 — выборы Депутатов Государственной Думы седьмого созыва. Был кандидатом от партии Патриоты России. Занял восьмое место из десяти в одномандатном округе № 143.

## Семья
Воспитывает двоих сыновей — Константина (1995 г.р.) и Александра (1996), а также дочь Анну (2014).